# لاري نيومان
لاري نيومان (بالإنجليزية: Larry Newman)‏ هو قائد منطاد ‏ أمريكي، ولد في 28 سبتمبر 1947 في لوس أنجلوس في الولايات المتحدة، وتوفي في 20 ديسمبر 2010.

## وصلات خارجية
- لاري نيومان على موقع الموسوعة البريطانية (الإنجليزية)